# جيمي مكاليستر
جيمي مكاليستر (بالإنجليزية: Jim McAlister)‏ هو لاعب كرة قدم ومدرب كرة قدم أمريكي في مركز الدفاع، ولد في 4 مايو 1957 في سياتل في الولايات المتحدة. شارك مع منتخب الولايات المتحدة لكرة القدم. أما مع النوادي، فقد لعب مع تورونتو بليزارد وسان خوزيه إيرث كويكس وسان خوسيه إيرثكويكس وسياتل ساوندرز.

## وصلات خارجية
- جيمي مكاليستر على موقع ناشيونال فوتبول تيمز (الإنجليزية)